# Greyhound Soul
Greyhound Soul ist eine dem Desert Rock angehörende US-amerikanische Band, die 1994 in Tucson, Arizona, gegründet wurde. Die Band ist vor allem im Süden der USA und in Mitteleuropa bekannt und ist neben den Konzerten in ihrer Heimat regelmäßig in Deutschland auf Tour.

## Diskografie
- 1996: Freaks (Studioalbum, Redbeard Records)
- 2001: Alma de Galgo (Studioalbum, 808 Records)
- 2002: Down (Studioalbum, 808 Records)
- 2003: Live and Dusted Vol. 1 (Livealbum, Line Music)
- 2007: Tonight and Every Night (Studioalbum, Re-silence Records)
- 2008: Live at Yucca Tap Room (Livealbum, Re-silence Records)